# فردریک تئودور فون فریریشس
فردریک تئودور فون فریریشس (آلمانی: Friedrich Theodor von Frerichs؛ ۲۴ مارس ۱۸۱۹ –۱۴ مارس ۱۸۸۵) پزشک آسیب‌شناس اهل آلمان بود.
او دانش‌آموختهٔ رشتهٔ پزشکی در دانشگاه گوتینگن بود و پس از فارغ‌التحصیلی، مدتی به عنوان بینایی‌سنج و عینک‌ساز در شهر آوریش کار کرد. سپس به مقام استادی دانشگاه کیل (۱۸۵۰) و دانشگاه برسلاو (۱۸۵۲) رسید و سرانجام در سال ۱۸۴۶ به دانشگاه گوتینگن بازگشت. وی در سال ۱۸۵۹ جانشین یوهان لوکاس شونلاین گردید و پزشک ارشد شاریته شد. از میان برخی از دستیاران و شاگردان مشهور او، می‌توان به پاول ارلیش، پاول لانگرهانس و هاینریش کوئینکه اشاره کرد.
فون فریریشس مشارکت‌های مهمی در علم پزشکی داشت، به‌ویژه شهرتش در زمینهٔ پژوهش‌هایی در بر روی بیماری‌های کلیه و کبد است. وی نخستین درسنامهٔ جامع نفرولوژی را در آلمان منتشر کرد. وی نخستین توصیف علمی را از «دژنرسانس پیشروندهٔ ارثی هپاتولنتیکولار» ارائه کرد که امروزه به نام بیماری ویلسون شناخته می‌شود. او همچنین اسیدهای آمینه لوسین و تیروزین را در ادرار مبتلایان به آتروفی زرد کبدی کشف کرد. علاوه بر اینها، او تغییرات کالبدشناسی کبد را در مبتلایان به سیروز و مالاریا شرح داد.
فون فریریشس پژوهش‌های پیشگامانه‌ای در مورد بیماری ام‌اس انجام داد و نیستاگموس را به‌عنوان یکی از علائم این بیماری شرح داد. او همچنین یکی از نخستین کسانی بود که یک توصیف بالینی از ارتباط میان ام‌اس و برخی اختلالات ذهنی ارائه کرد.